# 十三階は月光
『十三階は月光』（じゅうさんかいはげっこう）は、日本のロックバンド、BUCK-TICKの14枚目のオリジナルアルバム。2005年4月6日にBMGファンハウスよりリリースされた。
初回盤は「ROMANCE」のPVを収録したDVD付。

## 解説
- ゴシックをテーマにしたBUCK-TICK初のコンセプト・アルバム。このコンセプトは、今井寿が『Mona Lisa OVERDRIVE』のツアー中にぼんやりと描いていたものだが、前年に行われた櫻井敦司のソロ・ライブを観て確信に変わったという。
- 楽曲のカラーは統一されているものの、曲調は様々でバラエティに富んだ内容になっている。サウンド面ではこれまでの作品に顕著であった打ち込みやループはほとんど入っておらず、シンプルで間を生かしたアレンジがなされている[2]。また、今回ボーカル録りのディレクションにビクター時代のディレクター田中淳一が、当時ビクターの社員であったにもかかわらずボランティアで参加。ドラムのディレクションには岡崎達成 (AGE of PUNK、Lucy) が参加している。
- 本作を引っ提げて行われたツアー『13th FLOOR WITH MOONSHINE』では19世紀末のヨーロッパ・ゴシックをイメージさせる洋館を模したセットが組まれ、追加公演ではバレリーナやピエロが登場し、演出として寸劇を取り入れた。
- アルバムとしては『SEXY STREAM LINER』以来、8年ぶりのオリコンチャートベスト5入りを獲得した。
- 2017年11月7日に、デビュー30周年を記念し、全曲リマスター・ブルースペックCD2・紙ジャケット仕様で再発売された[3]。

## リリース履歴
| No. | 日付          | レーベル         | 規格                              | 規格品番                    | 最高順位 | 備考                                             |
| --- | ------------- | ---------------- | --------------------------------- | --------------------------- | -------- | ------------------------------------------------ |
| 1   | 2005年4月6日  | BMG JAPAN        | CD+DVD(初回生産限定盤) CD(通常盤) | BVCR-18045/18046 BVCR-11068 | 4位      | 初回生産限定盤はDVD付(「ROMANCE」VIDEO CLIP収録) |
| 2   | 2017年11月7日 | アリオラジャパン | Blu-Spec CD2                      | BVCL-30041                  | 197位    | デジタルリマスター盤、紙ジャケット仕様           |

## 収録曲

### 一覧
| 全編曲: BUCK-TICK（特記以外）。 |                                          |           |           |       |
| #                               | タイトル                                 | 作詞      | 作曲      | 時間  |
| 1.                              | 「ENTER CLOWN」(編曲: 今井寿)            |           | 今井寿    | 3:17  |
| 2.                              | 「降臨」                                 | 櫻井敦司  | 今井寿    | 5:28  |
| 3.                              | 「道化師A」                              | 櫻井敦司  | 今井寿    | 3:54  |
| 4.                              | 「Cabaret」                              | 櫻井敦司  | 星野英彦  | 4:23  |
| 5.                              | 「異人の夜」                             | 櫻井敦司  | 星野英彦  | 4:13  |
| 6.                              | 「CLOWN LOVES Señorita」(編曲：今井寿)   |           | 今井寿    | 1:58  |
| 7.                              | 「Goblin」                               | 櫻井敦司  | 今井寿    | 4:08  |
| 8.                              | 「ALIVE」                                | 櫻井敦司  | 今井寿    | 4:09  |
| 9.                              | 「月蝕」                                 | 櫻井敦司  | 今井寿    | 4:42  |
| 10.                             | 「Lullaby II」(編曲：今井寿)             |           | 今井寿    | 1:49  |
| 11.                             | 「DOLL」                                 | 櫻井敦司  | 今井寿    | 4:13  |
| 12.                             | 「Passion」                              | 櫻井敦司  | 星野英彦  | 5:15  |
| 13.                             | 「13秒」(編曲：今井寿)                   |           | 今井寿    | 0:13  |
| 14.                             | 「ROMANCE -Incubo-」                     | 櫻井敦司  | 今井寿    | 4:35  |
| 15.                             | 「seraphim」                             | 今井寿    | 今井寿    | 3:15  |
| 16.                             | 「夢魔 -The Nightmare」                  | 櫻井敦司  | 今井寿    | 5:54  |
| 17.                             | 「DIABOLO -Lucifer-」                    | 櫻井敦司  | 今井寿    | 3:53  |
| 18.                             | 「WHO'S CLOWN?」(編曲：今井寿・横山和俊) |           | 今井寿    | 2:59  |
| 合計時間:                       | 合計時間:                                | 合計時間: | 合計時間: | 68:18 |

### 曲解説
1. ENTER CLOWN
2. 降臨
3. 道化師A
4. Cabaret
5. 異人の夜
4 - 5年前から星野がストックしていた楽曲を本作のテーマにあわせ、アレンジしたもの[2]。
6. CLOWN LOVES Señorita
7. Goblin
8. ALIVE
9. 月蝕
10. Lullaby II
元々は『極東 I LOVE YOU』のアウトテイクであった曲を本作用にリアレンジしたもの。原曲は歌詞のある歌ものだったが、本作ではSEになっている[4]。
11. DOLL
12. Passion
13. 13秒
13秒間の無音。作曲者の今井曰く「ジョン・ケージ（「4分33秒」）のパクリ」。
14. ROMANCE -Incubo-
先行シングル。
15. seraphim
本作中、唯一メジャー・キーの曲。レコーディング終盤になり、メジャー・キーの曲が1曲もないことに気付いた今井がストックしていたコードパターンを使って製作した[2]。
16. 夢魔 -The Nightmare
17. DIABOLO -Lucifer-
先行シングル「ROMANCE」のカップリング曲。アルバムのエピローグ的な役割を担っており、ライブでも終盤に演奏されることが多い。
18. WHO'S CLOWN?

## 参加ミュージシャン
- 櫻井敦司 - ボーカル
- 今井寿 - ギター、ノイズ、エレクトロニクス、コーラス
- 星野英彦 - ギター、コーラス
- 樋口豊 - ベース
- ヤガミトール - ドラムス

### サポートミュージシャン
- 横山和俊 - マニピュレート、シンセサイザー、ピアノ、オルガン、チェレスタ、ノイズ